# ヒューリックホール東京
ヒューリックホール東京（ヒューリックホールとうきょう）は、東京都千代田区有楽町にある有楽町センタービル本館11階にある劇場、多目的ホール。座席数は886。
2018年2月まで映画館として営業していたTOHOシネマズ日劇スクリーン1を改装し、同年7月6日に開館。